# Cottonwood (Minnesota)
Cottonwood és una població dels Estats Units a l'estat de Minnesota. Segons el cens del 2000 tenia 1.148 habitants.

## Demografia
Segons el cens del 2000, Cottonwood tenia 1.148 habitants, 452 habitatges, i 319 famílies. La densitat de població era de 515,4 habitants per km².
Dels 452 habitatges en un 38,5% hi vivien nens de menys de 18 anys, en un 60,2% hi vivien parelles casades, en un 7,3% dones solteres, i en un 29,4% no eren unitats familiars. En el 26,1% dels habitatges hi vivien persones soles l'11,1% de les quals corresponia a persones de 65 anys o més que vivien soles. El nombre mitjà de persones vivint en cada habitatge era de 2,5 i el nombre mitjà de persones que vivien en cada família era de 3,03.
Per edats la població es repartia de la següent manera: un 29,2% tenia menys de 18 anys, un 8,1% entre 18 i 24, un 28,9% entre 25 i 44, un 18,1% de 45 a 60 i un 15,7% 65 anys o més.
L'edat mediana era de 35 anys. Per cada 100 dones de 18 o més anys hi havia 92,7 homes.
La renda mediana per habitatge era de 39.792 $ i la renda mediana per família de 49.375 $. Els homes tenien una renda mediana de 31.298 $ mentre que les dones 20.795 $. La renda per capita de la població era de 19.847 $. Entorn del 2,8% de les famílies i el 4,5% de la població estaven per davall del llindar de pobresa.

## Poblacions més properes
El següent diagrama mostra les poblacions més properes.